# FK Jerv
Der FK Jerv ist ein Fußballverein aus der norwegischen Stadt Grimstad. Der Verein wurde 1921 gegründet und trägt seine Heimspiele im Levermyr Stadion aus. Aktuell spielt der Klub in der 2. Division, der dritthöchsten Spielklasse Norwegens.

## Geschichte
Der FK Jerv wurde im Jahr 1921 gegründet. In seiner Vereinsgeschichte spielte Jerv bereits in der zweiten, dritten, vierten und fünften Liga Norwegens. Der Aufstieg in die zweite norwegische Liga gelang erstmals 2014, als die Mannschaft den Meistertitel in Norwegens dritter Spielklasse errang und sich somit für die 1. Division qualifizierte. Die erste Saison in dieser Liga schloss man als Fünfter ab. Nach dieser Spielzeit wechselte der erfolgreiche Trainer Steinar Pedersen vom FK Jerv zum Erstligisten Start Kristiansand. Cheftrainer bei Jerv wurde Arne Sandstø, der dieses Amt bis Juli 2023 innehatte. Unter seiner Führung erreichte FK Jerv Rang drei in der Saison 2016 und nahm somit an der Relegation teil. Dort konnte man sich gegen den Erstligisten Stabæk allerdings nicht durchsetzen und blieb somit zweitklassig. In der Saison 2021 gelang erstmals in der Vereinsgeschichte der Aufstieg in die erste norwegische Liga. Dem Abstieg am Ende der Saison folgte im Jahr darauf gleich der nächste in die 2. Division.

## Stadion

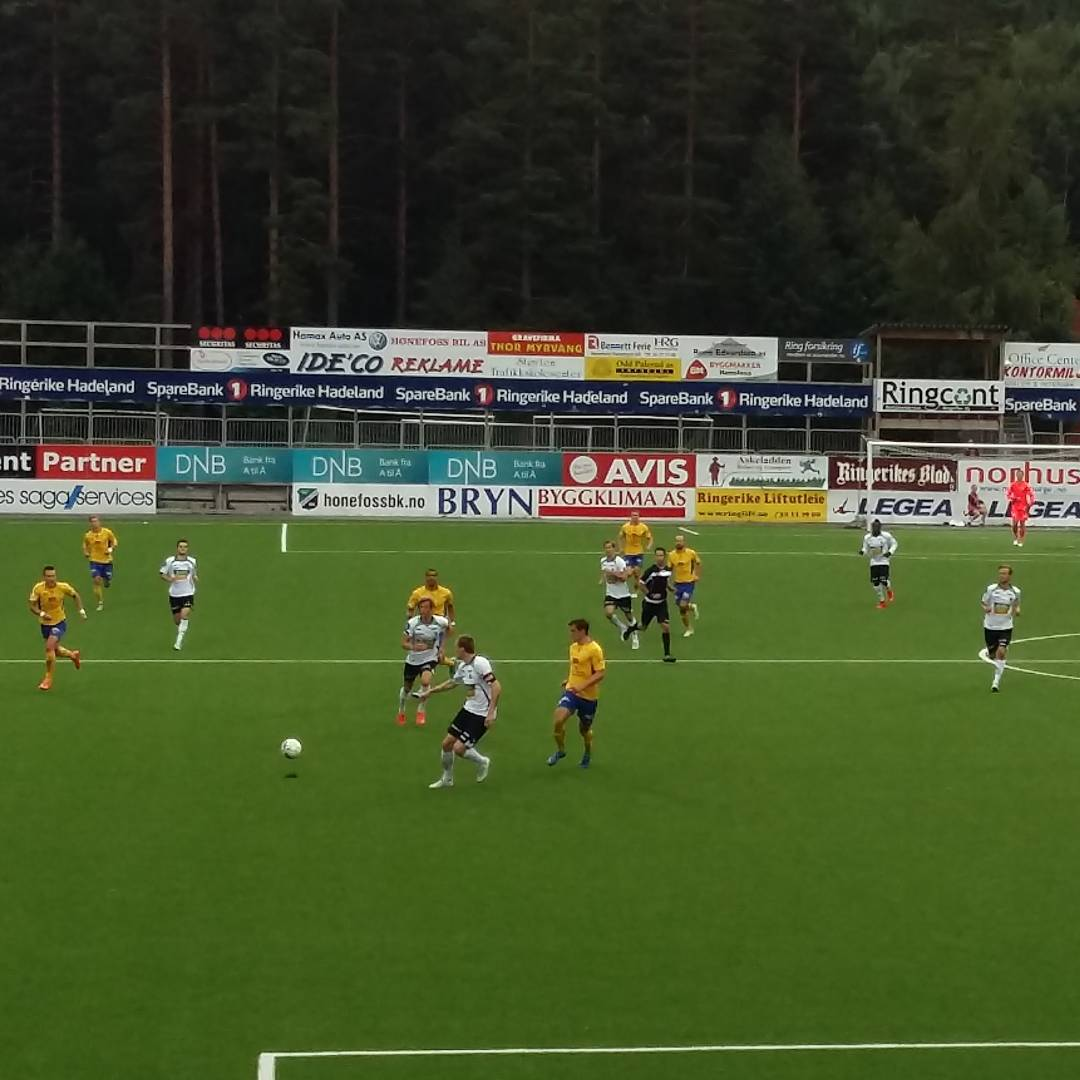
Jerv in den gelben Trikots bei einem Heimspiel gegen Hønefoss BK

Das Levermyr Stadion wurde zur Saison 2017 ausgebaut, sodass es nun 3.766 Zuschauer fasst. Das Stadion verfügt über zwei Tribünen, die West-Tribüne und die Ost-Tribüne.

## Jugendarbeit
Der Verein stellt eine U19-Mannschaft, die am norwegischen Spielbetrieb teilnimmt. Außerdem verfügt der Klub über eine Jugendakademie, die zur Talentsichtung und -förderung dient.

## Platzierungen
| Saison | Liga           | Platz | sonstiges |
| ------ | -------------- | ----- | --------- |
| 2008   | 3. Division 11 | 2     |           |
| 2009   | 3. Division 11 | 1     |           |
| 2010   | 3. Division 11 | 2     |           |
| 2011   | 3. Division 5  | 1     | ▲         |
| 2012   | Oddsenliga 3   | 12    | ▼         |
| 2013   | 3. Division 6  | 1     | ▲         |
| 2014   | Oddsenliga 1   | 1     | ▲         |
| 2015   | 1. Division    | 5     |           |
| 2016   | 1. Division    | 3     |           |
| 2017   | OBOS-Liga      | 13    |           |
| 2018   | OBOS-Liga      | 13    |           |
| 2019   | OBOS-Liga      | 12    |           |
| 2020   | OBOS-Liga      | 11    |           |
| 2021   | OBOS-Liga      | 3     | ▲         |
| 2022   | Eliteserie     | 16    | ▼         |
| 2023   | OBOS-Liga      | 15    | ▼         |
| 2024   | PostNordliga 1 | 2     |           |

| Spielklasse |
| ----------- |
| 1.          |
| 2.          |
| 3.          |
| 4.          |
| 5.          |
| 6.          |